# Bence Pulai
Bence Pulai (Budapest, Hungría, 27 de octubre de 1991) es un nadador olímpico húngaro especialista en estilo mariposa que compitió en natación. Fue olímpico tras participar en dos Juegos Olímpicos consecutivos: Londres 2012 y Río de Janeiro 2016.
Consiguió dos medallas de bronce en la prueba de 4x100 metros estilos en el año 2012 y 2014 .
Es hijo del remero Imre Pulai, medallista olímpico en Atlanta 1996 (bronce) y en Sídney 2000 (oro).

## Palmarés internacional
| Campeonato Europeo de Natación | Campeonato Europeo de Natación | Campeonato Europeo de Natación | Campeonato Europeo de Natación |
| Año                            | Lugar                          | Medalla                        | Prueba                         |
| ------------------------------ | ------------------------------ | ------------------------------ | ------------------------------ |
| 2012                           | Debrecen (Hungría)             | Medalla de bronce              | 4x100 m estilo                 |
| 2014                           | Berlín (Alemania)              | Medalla de bronce              | 4x100 m estilo                 |